# Sancha He
Sancha He är ett vattendrag i Kina. Det ligger i provinsen Guizhou, i den sydvästra delen av landet, omkring 56 kilometer väster om provinshuvudstaden Guiyang.
Genomsnittlig årsnederbörd är 1 447 millimeter. Den regnigaste månaden är juni, med i genomsnitt 297 mm nederbörd, och den torraste är januari, med 22 mm nederbörd.